# Lago Bianco (Svizzera)
Il Lago Bianco è un lago presso il passo del Bernina tra la Valposchiavo e la Val Bernina nei Grigioni, Svizzera; ricopre un'area di superficie di 143 ettari e la profondità massima è di 53 metri.

## Storia
In precedenza il lago era costituito da due piccoli bacini naturali, il Lago Bianco ed il Lago della Scala; nel 1910-1911 vennero erette due dighe: la diga del lago Bianco Nord e la diga del lago Bianco Sud.
Nel 2016 le autorità del cantone dei Grigioni avevano approvato un progetto integrato per le centrali della val di Poschiavo, ma le attuali condizioni di mercato hanno fatto decidere per un rinvio dell'inizio lavori.

## Idrografia
Da un punto di vista idrogeologico, il lago si trova sullo spartiacque tra i bacini dell'Inn (e quindi del Danubio) a nord e dell'Adda (e quindi del Po) a sud. Le acque che fluiscono verso sud, principalmente nel torrente Cavaglisch (in italiano indifferentemente "il Cavagliasco" o "la Cavagliasca") sono immissarie del Poschiavino. Verso nord, invece, l' "Ova da Bernina" confluisce direttamente nell'Inn presso la cittadina di Samedan.

## Trasporti
Il lago è affiancato dalla strada 29 "del Passo del Bernina". Sulle sue rive, inoltre, in località Ospizio Bernina vi è l'omonima stazione della Ferrovia Retica utilizzata dalla linea denominata Bernina Express.

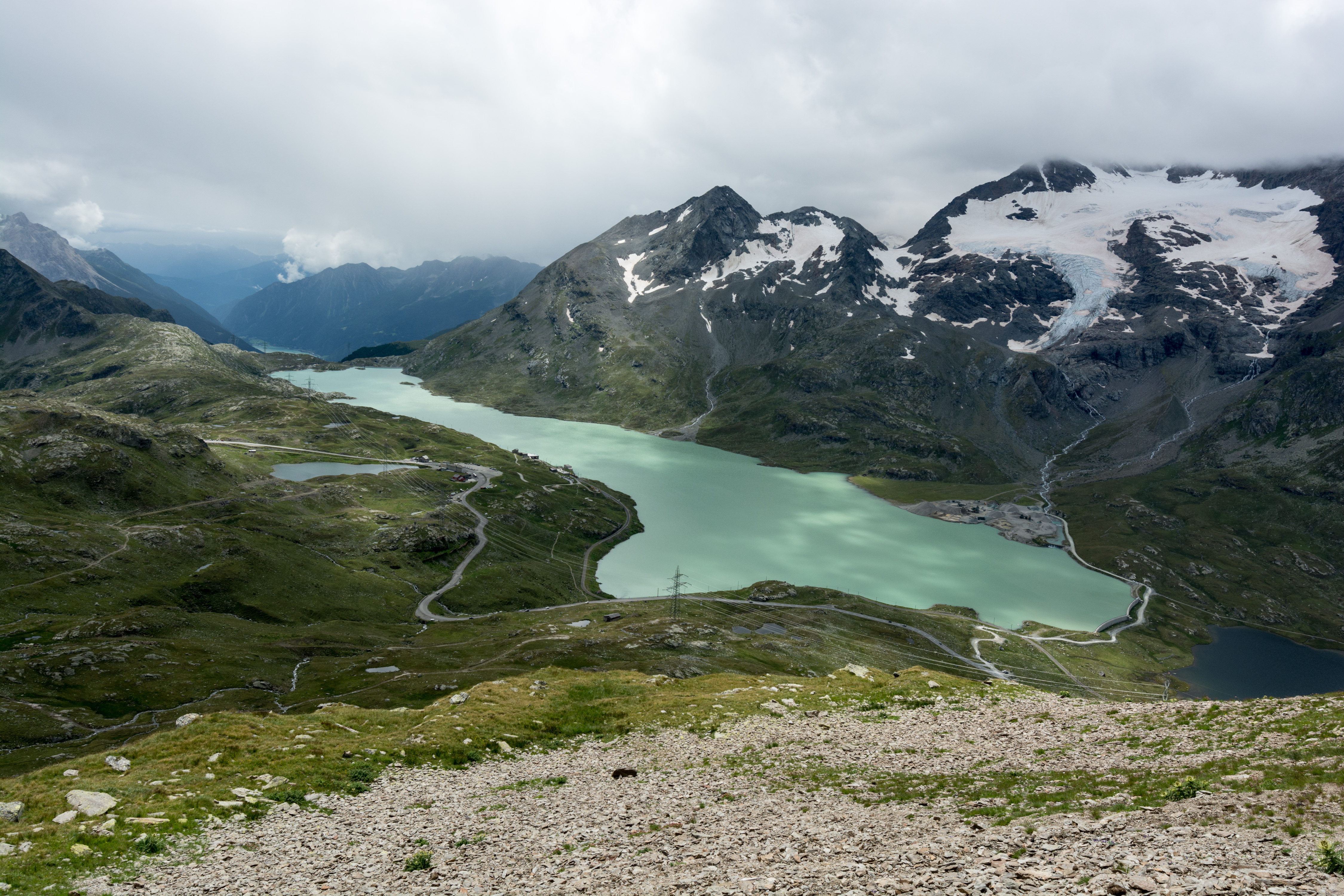
Lago Bianco (vista da nord)
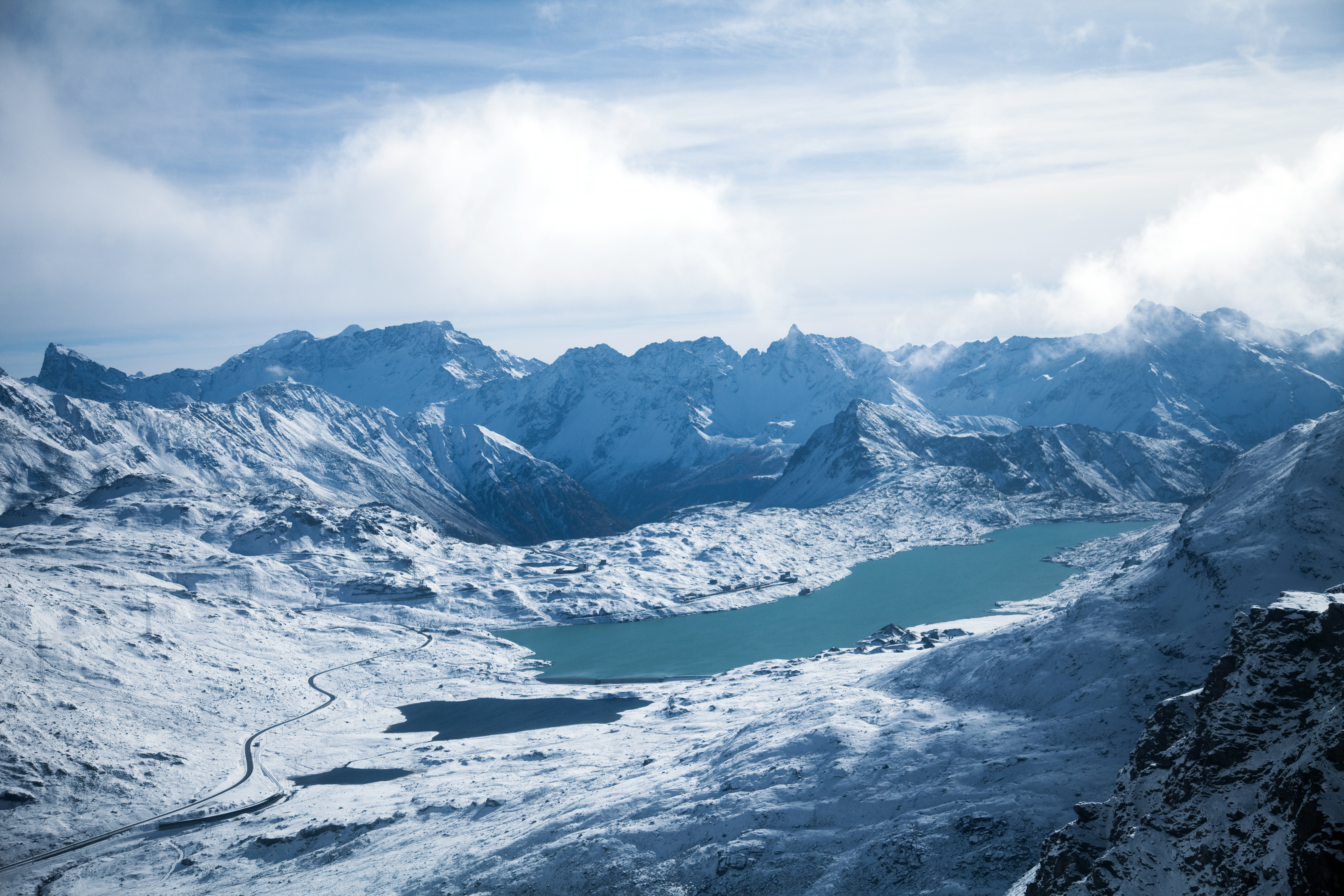
Lago Bianco (vista da nord-ovest)